# Драгутин Бабић
Драгутин Бабић ({Загреб, 5. новембар 1898 — Загреб, 17. мај 1945) је био југословенски фудбалер.
Он и његов млађи брат Никола, били су друга браћа у дресу репрезентације Југославије. Пре њих су то били Бранко и Душан Зинаја.
Био је свестран играч и могао је да игра на свим позицијама, од бека до крила. Играо је за загребачки Грађански са којим је освојио две титуле првака државе, 1923. и 1928. године. Пред крај каријере је прешао у Конкордију, где је такође освојио титулу првака 1930. године.
За градску репрезентацију Загреба је одиграо 14 утакмица (1922-1926), а десет пута је носио и дрес репрезентације Југославије и постигао два гола. Дебитовао је као лево крило 28. октобра 1921. против Чехословачке (1-6) у Прагу, а од националног тима се опростио као леви бек 15. марта 1931. против Грчке (4-1) у Београду за Балкански куп.
Два пута је био и стрелац за репрезентацију. Први пут 28. октобра 1923. у пријатељској утакмици са Чехословачком (4-4) у Прагу, а други пут 8. априла 1928. такође у пријатељској утакмици, само овога пута против Турске (2-1) у Загребу.

## Трофеји

### ХШК Грађански
- Првенство (2): 1923. и 1928.